# Dorothy Iannone
Dorothy Iannone, född 9 augusti 1933 i Boston, Massachusetts, död 26 december 2022 i Berlin, Tyskland, var en amerikansk konstnär, senare bosatt i Berlin.
Mycket av hennes konst är självbiografiskt och sedan 1960-talet har hon gjort konst som hyllar den erotiska kärleken. Hon har i sin konst låtit sig inspireras av resor till Indien, Japan och sydöstra Asien. Mycket av hennes konst har också knutit an till hennes relation med konstnären Dieter Roth som startade i och med att de möttes på Island i juni 1967. Efter deras separation 1974 har de fortsatt att samarbete i olika konstprojekt. 2002 kom boken Dieter and Dorothy. Their Correspondence in Words and Works 1967 - 1998 ut där de publicerade hela sin brevkonversation under 33 års tid. I denna bok avslöjas det också att Dorothy under en kort period, i slutet av 1960-talet, var med på jamsessions med det tyska bandet Kraftwerk där hon deltog med en sorts recitationer av texter till musiken.
Redan kring mitten av 1970-talet experimenterade hon med videokonst men hon är annars mest känd för sin grafik och sina teckningar.
Hennes konst har på grund av sin explicitet ofta blivit censurerad men 2005 ställdes hon bland annat ut på Tate Modern i London och 2006 ingick hon i Whitneybiennalen i New York.